# Лю Ю
Лю Ю (кит. трад.: 劉彧; піньїнь: Liu Yu; 9 грудня 439 — 10 травня 472) — сьомий імператор Лю Сун з Південних династій.

## Життєпис
Замінив на престолі свого жорстокого й імпульсивного племінника Лю Цзиє, якого було вбито на самому початку 466 року. Вважався більш м'яким і відкритим, однак невдовзі також став жорстоким і підозрілим. За його наказом було страчено всіх його племінників і братів, що, зрештою, призвело до занепаду держави. Фактично Південна Сун припинила своє існування 479, лише за сім років після смерті Лю Ю.

## Девізи правління
- Тайші (泰始) 465-471
- Тайю (泰豫) 472